# Bakulum
Bakulum (imenovan tudi penilna kost, os penis ali os prialpi) je kost, ki jo najdemo v penisu večine sesalcev. Ne najdemo je npr. pri človeku, konjih, vrečarjih, lagomorfih in hijenah. Služi kopulaciji in ima pri različnih vrstah različno obliko in velikost. To nam včasih tudi omogoča razlikovanje med vrstami. Anatomsko je koščeni vložek v mehkem tkivu, ki je del drobovnega oz. visceralnega skeleta.
Oosik domorodnih aljaških kultur je zloščen bakulum različnih velikih severnih mesojedih vrst, npr. mrožev. Rakunji bakulum se včasih nosi za srečo.
Beseda baculum je latinskega izvora in pomeni palico. Homolog bakuluma pri samicah sesalcev imenujemo baubelum oz. os clitoris.
Pri ljudeh, ki bakuluma in baubeluma nimajo, se rigidnost pri erekciji pojavi v celoti zaradi krvnega tlaka v kavernoznem telesu.

## Zgledi
Živali s penilno kostjo so:
- prvaki (razen človeka)
- psi
- mačke
- podgane
- mroži
- rakuni

## Biblijska opomba
V Biblijski Knjigi stvarjenja bog Adamu odvzame rebro in iz njega ustvari Evo. Biblična hebrejščina nima besede za penis. Gilbert in Zevit sta leta 2001 predlagala, da gre v tej zgodbi za razlagalni mit, ki ne pojasnjuje odsotnosti rebra, temveč bakuluma pri človeku (moški in ženske imajo namreč isto število reber).